# Valentin Åkerstedt
Karl Leonard Valentin Åkerstedt, född 4 december 1880 i Botkyrka församling, Stockholms län, död 18 oktober 1914 i Stockholm, var en svensk tävlingscyklist. Han var bror till Severin Åkerstedt. 
Åkerstedt, som hade sin bästa tid 1904–1905, var en god bancyklist med en hel del segrar både i Stockholms idrottspark och på Malmö velocipedbana. Han blev bland annat tvåa vid svenska mästerskapet på 10 000 meter 1905. Han avled på Sabbatsbergs sjukhus en en kortare tids sjukdom och gravsattes på Norra begravningsplatsen vid Stockholm.